# Helen Sings, Teddy Swings
Helen Sings, Teddy Swings — студийный альбом американской певицы Хелен Меррилл и пианиста Тедди Уилсона, выпущенный в 1970 году на лейбле Victor в Японии.

## Отзывы критиков
| Оценки критиков                     | Оценки критиков |
| Источник                            | Оценка          |
| ----------------------------------- | --------------- |
| AllMusic                            | [ 1 ]           |
| The Rolling Stone Jazz Record Guide | [ 2 ]           |
| Tom Hull — on the Web               | B+ ()           |

Крис Альбертсон из Stereo Review «Скорее всего, вы также помните Хелен Меррилл, чье мягкое дыхание романтичных, знакомых текстов напоминает о той стороне музыкального барьера десятилетия с такой яркостью, что трудно поверить, что это довольно недавняя запись. Безупречное фортепианное сопровождение Тедди Уилсона, конечно, с нами гораздо дольше, но оно превосходит любое десятилетие. Я не большой сторонник воссоздания музыкального прошлого, но это не то, к чему стремится этот альбом — мисс Меррилл и мистер Уилсон — это прошлое, и они, как говорится, довольно неплохо сохранились».
Рецензент AllMusic Скотт Яноу написал: «Хотя певица Хелен Меррилл обычно выступает с более современными музыкантами, она, должно быть, была в восторге от того, что её бэк-трио возглавил пианист-ветеран свинга. Меррилл рискует, исполняя десять старых стандартов, большинство из которых ассоциируются с другими певицами, но она звучит довольно хорошо. К Уилсону присоединяются либо басист Ларри Ридли и барабанщик Ленни Макбраун, либо басист Кунимицу Инаба и барабанщик Такеши Иномата, и он остается типичным безупречным собой, в то время как Меррилл редко сильно отклоняется от мелодии и иногда звучит удивительно похоже на Сюзанну Маккоркл (которая не появлялась ещё десять лет). Достойный внимания альбом». Музыкальный критик Том Халл отметил, что здесь не самое лучшее звучание для певицы, а вот фортепиано сияет на старых стандартах.

## Список композиций
1. «Summertime» — 3:47
2. «I Cried for You (Now It’s Your Turn to Cry Over Me)» — 3:32
3. «Lover Man (Oh, Where Can You Be)» — 4:53
4. «I Only Have Eyes for You» — 4:07
5. «I Cover the Waterfront» — 3:40
6. «East of the Sun (and West of the Moon)» — 3:27
7. «You Better Go Now» — 3:52
8. «Pennies from Heaven» — 2:41
9. «I Must Have That Man» — 3:57
10. «Embraceable You» — 4:13

## Участники записи
- Бас-гитара — Кунимицу Инаба (1, 5, 8), Ларри Ридли (2-4, 6, 7, 9, 10)
- Вокал — Хелен Меррилл
- Ударные — Такеши Иномата[яп.] (1, 5, 8), Ленни Макбраун (2-4, 6, 7, 9, 10)
- Фортепиано — Тедди Уилсон